# Свердловини параметричні
Свердловини параметричні (рос. скважины параметрические; англ. stratigraphic wells; нім. parametrische Sonden f pl) — свердловини, які бурять для вивчення глибинної геологічної будови і порівняльної оцінки перспектив нафтогазоносності можливих зон нафтогазонакопичення, виявлення найперспективніших районів для детальних геологічних робіт, а також для отримання необхідних відомостей про геолого-геофізичну характеристику розрізу відкладів з метою уточнення результатів сейсмічних та інших досліджень.
Параметричні свердловини призначені для детальнішого вивчення геологічної будови розрізу, особливо на великих глибинах, а також для виявлення найперспективніших площ з точки зору проведення на них геолого-пошукових робіт. За результатами буріння параметричних свердловин уточнюють стратиграфічний розріз і наявність сприятливих для накопичення нафти та газу структур, коректують розроблені за даними опорного буріння перспективи нафтогазоносності району й прогнозні запаси нафти і газу.